# スペインの地理
スペインの地理について説明する。

## 位置・範囲・面積

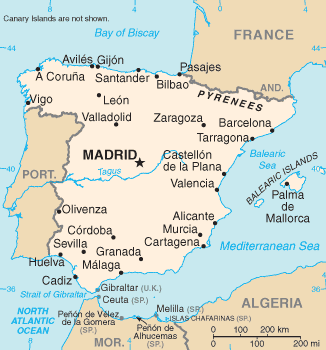
スペインとその周囲の国家

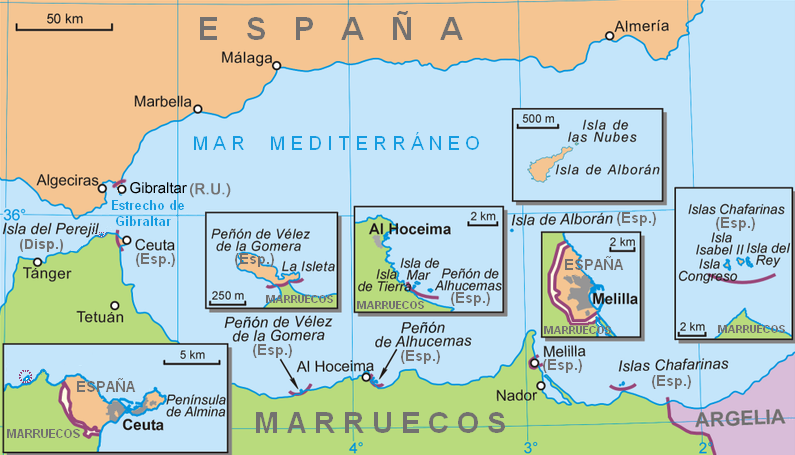
スペインの飛び地領土

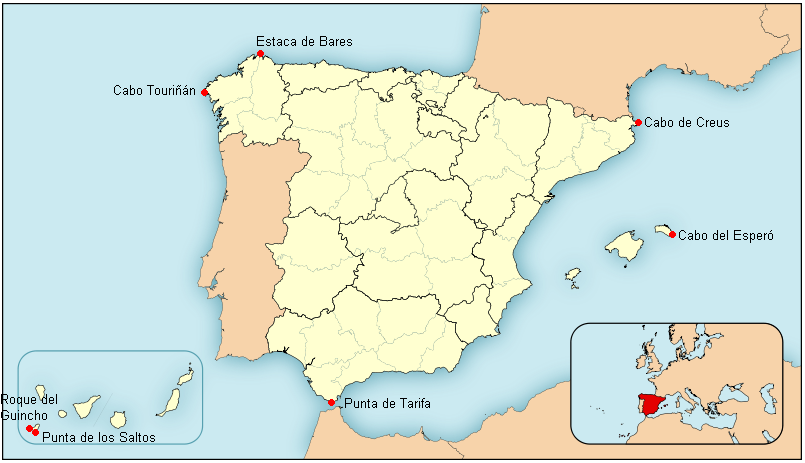
スペインの極地

### 位置
スペイン大陸部はユーラシア大陸（ヨーロッパ大陸）の南西端にあり、イベリア半島の約85%を占めている。その他には地中海にバレアレス諸島が、大西洋にカナリア諸島がある。アフリカ大陸沿岸と沖合には5つの飛び地領土プラサス・デ・ソベラニア（セウタ、メリリャ、チャファリナス諸島、ペニョン・デ・アルセマス、ペニョン・デ・ベレス・デ・ラ・ゴメラ）があり、ピレネー山脈内部のフランス領土には飛び地領土としてリビアがある。
スペイン大陸部は北緯36度0分から北緯43度48分の範囲にあり、西経9度18分から東経3度19分の範囲にある。島嶼部ではバレアレス諸島は北緯39度・東経3度付近にあり、カナリア諸島は北緯28度・西経17度付近にある。このため、スペイン全土では北緯27度38分から北緯43度48分の範囲にあり、西経18度10分から東経4度19分の範囲にある。アラゴン州東部とバレンシア州東部には南北に本初子午線が通っている。スペイン大陸部の標準時はフランスやドイツと同じUTC+1であり、カナリア諸島の標準時はポルトガルやイギリスと同じUTC+0である。冬季は中央ヨーロッパ時間(CET＝UTC+1)が、夏季は中央ヨーロッパ夏時間(CEST＝UTC+2)が使用される。
イベリア半島はジブラルタル海峡でアフリカ大陸と隔てられているが、ジブラルタル海峡の最狭部はわずか約14kmである。ヨーロッパの同緯度地域（南ヨーロッパ）にはイベリア半島、イタリア半島、バルカン半島という3つの大きな半島があるが、この中でもっとも西にあるのがイベリア半島である。

### 国境・海岸線
スペイン大陸部の北東部では長さ435kmのピレネー山脈でフランスとアンドラ公国と国境を接しており、北岸は大西洋のビスケー湾に面している。北西岸は大西洋に面しており、西側はポルトガルと国境を接している。南西岸は大西洋のカディス湾に面しており、南東岸は地中海のアルボラン海に、東岸は地中海のバレアレス海に面している。アンダルシア州カディス県の一部は英領ジブラルタルと国境を接している。アフリカ大陸にあるセウタとメリリャはモロッコと国境を接している。
国境線長は1,952.7kmであり、ポルトガルと1,224km、フランスと646km、アンドラ公国と63km、モロッコと18.5km（セウタとメリリャ）、英領ジブラルタルと1.2kmの国境を接している。スペイン全土の海岸線長は4,964kmであり、うち島嶼部を含まないイベリア半島部分の海岸線の長さは3,144kmである。バレアレス諸島の海岸線の長さは910km、カナリア諸島の海岸線の長さは1,126kmである。

### 面積
島嶼部も含めたスペインの面積は2016年時点で505,370km2であり、うち498,980km2が陸地、6,390km2が水域である。地域別の内訳は大陸部が492,463km2、カナリア諸島が7,273km2、バレアレス諸島が5,014km2、セウタとメリリャがわずかな面積であり、大陸部が面積の97.5%を占めている。西ヨーロッパではフランスに次いで2番目に面積の大きな国である。

### 極地
| スペインの極地          | スペインの極地 | スペインの極地         | スペインの極地             | スペインの極地                                        |
|                         |                | 地点                   | 所在地                     | 座標                                                  |
| ----------------------- | -------------- | ---------------------- | -------------------------- | ----------------------------------------------------- |
| スペイン 大陸部         | 北端           | エスタカ・デ・バレス岬 | ガリシア州ア・コルーニャ県 | 北緯43度47分 西経7度41分 / 北緯43.783度 西経7.683度   |
| スペイン 大陸部         | 南端           | タリファ岬             | アンダルシア州カディス県   | 北緯36度00分 西経5度36分 / 北緯36.000度 西経5.600度   |
| スペイン 大陸部         | 西端           | トウリニャン岬         | ガリシア州ア・コルーニャ県 | 北緯43度02分 西経9度18分 / 北緯43.033度 西経9.300度   |
| スペイン 大陸部         | 東端           | クレウス岬             | カタルーニャ州ジローナ県   | 北緯42度19分 東経3度19分 / 北緯42.317度 東経3.317度   |
| スペイン （島嶼部含む） | 北端           | エスタカ・デ・バレス岬 | ガリシア州ア・コルーニャ県 | 北緯43度47分 西経7度41分 / 北緯43.783度 西経7.683度   |
| スペイン （島嶼部含む） | 南端           | ラ・レスティンガ       | カナリア諸島エル・イエロ島 | 北緯27度43分 西経18度09分 / 北緯27.717度 西経18.150度 |
| スペイン （島嶼部含む） | 西端           | オルチーリャ岬         | カナリア諸島エル・イエロ島 | 北緯27度43分 西経18度09分 / 北緯27.717度 西経18.150度 |
| スペイン （島嶼部含む） | 東端           | エスペロ岬             | バレアレス諸島メノルカ島   | 北緯39度52分 東経4度19分 / 北緯39.867度 東経4.317度   |

## 人文地理

### 人口

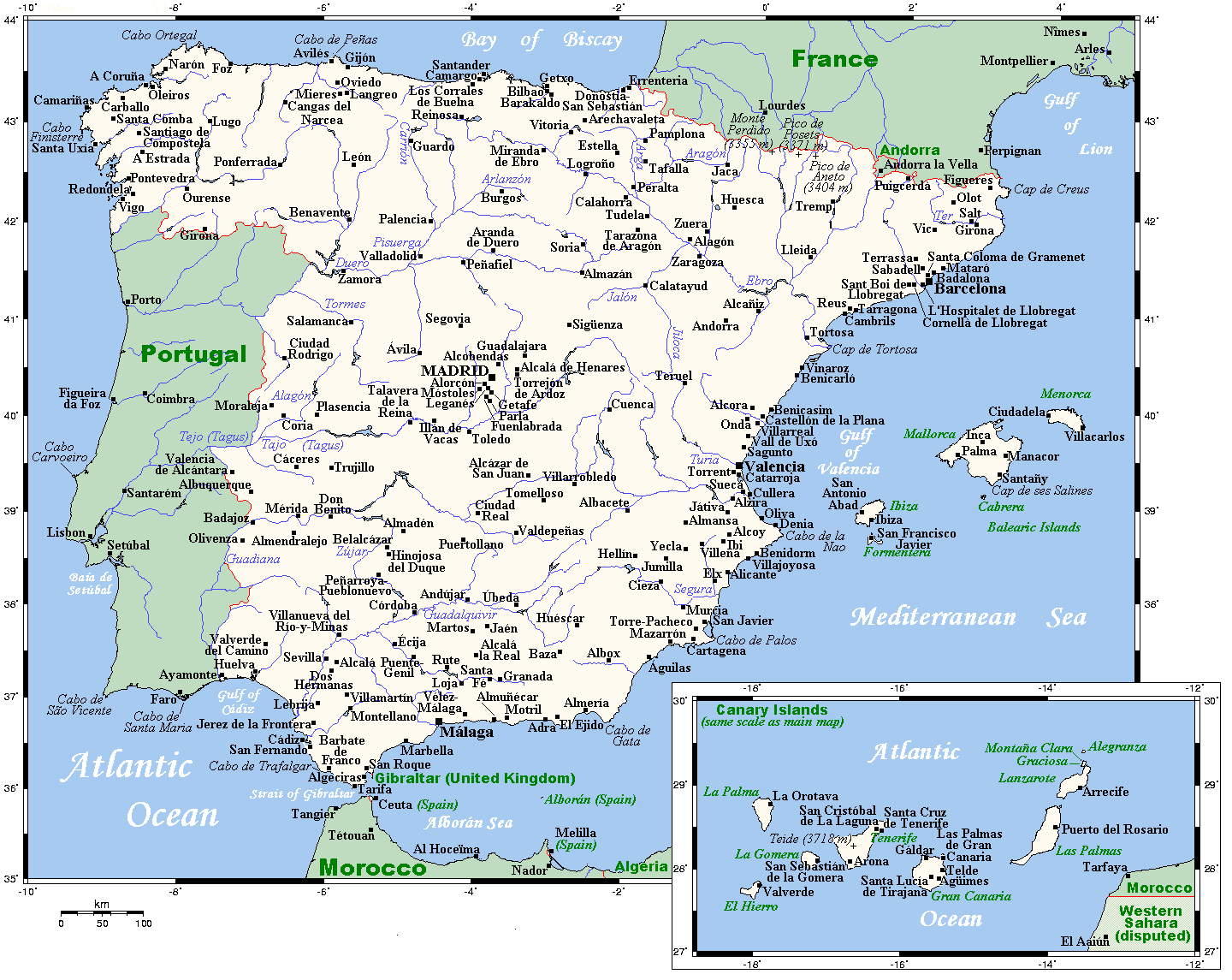
スペインの主要都市

1479年にはカスティーリャ王国とアラゴン連合王国が結びついてスペイン王国が成立。16世紀末のスペイン王国の人口は840万人だった。近代には災害や疫病などによる死亡率が高かったため、200年後の18世紀末の人口は1050万人と、増加率は緩やかなものだった。19世紀には死亡率が顕著に減少したため人口の急増が起こり、1857年には1540万人、1900年には1850万人となった。20世紀に入ると増加率はさらに上昇し、フランコ体制が終了した1975年には3550万人となった。このような傾向はおおむね他の西ヨーロッパ諸国に類似しているが、死亡率の減少や人口再生産率の低下は西ヨーロッパ諸国より遅れて展開された。
1979年頃の人口密度は70人/km2であり、西ドイツ（249人/km2）、イギリス（229人/km2）、イタリア（182人/km2）、フランス（95人/km2）などの西ヨーロッパ主要国の中でもっとも低かった。人口の分布は不均等であり、18世紀までは沿岸部より内陸部の人口密度が高かったが、19世紀には産業形態の変化によって沿岸部の人口密度が高まった。今日では面積の2/3を占める内陸部に総人口の41%が、面積の1/3を占める沿岸部に総人口の59%が居住している。
出生率が後退し始めたのは19世紀後半のことであり、第一次世界大戦（1914年）、世界恐慌（1929年）、スペイン内戦（1936年）など相次いだ混乱が影響して出生率低下が顕著となった。第二次世界大戦後にはいったん出生率が上昇したものの、1970年代以降には計画出産の浸透などで再び低下している。1980年代から1990年代の人口は横ばいで推移し、1998年の合計特殊出生率は1.15という低水準となった。1990年代末以降には地中海ヨーロッパ有数の移民受け入れ国となり、モロッコ、南アメリカ、東ヨーロッパなどから多くの外国人労働者を受け入れている。死亡率は1914年以降に大きく減少しており、今日ではヨーロッパでもっとも低いレベルにある。

### 都市と都市圏

#### 主要都市

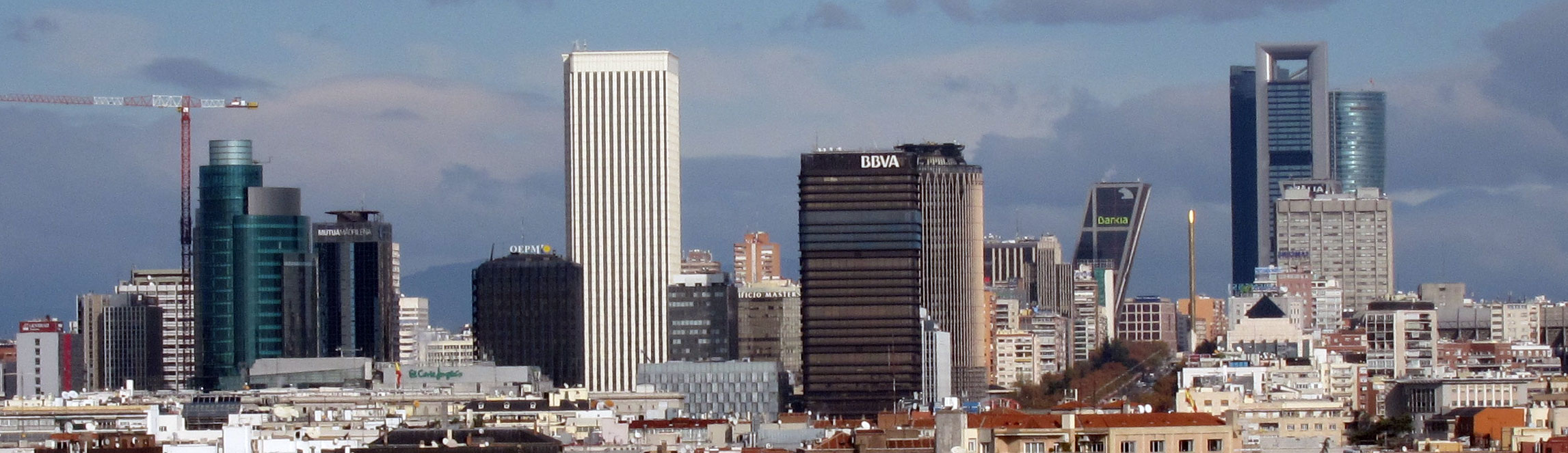
マドリード

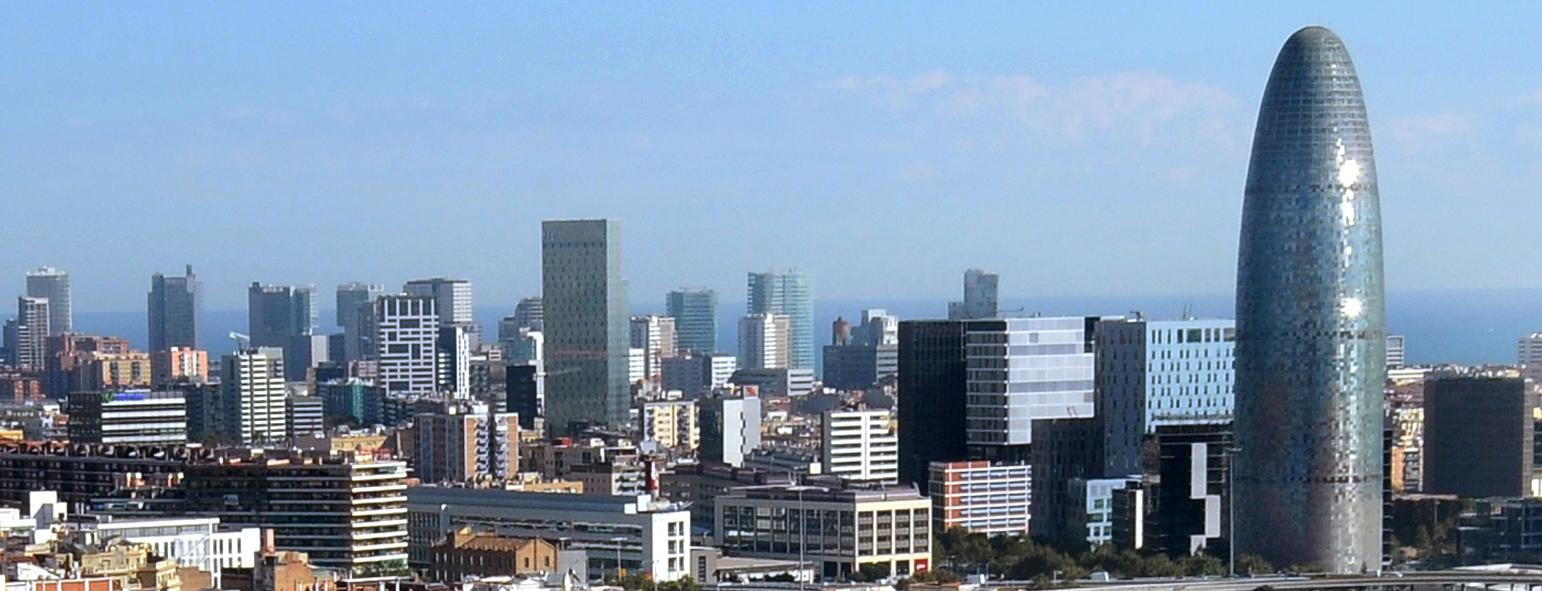
バルセロナ

19世紀中頃には人口10万人を越える自治体は4自治体（マドリード、バルセロナ、セビリア、バレンシア）であり、その合計人口は68万9000人だった。20世紀初頭には10万人を越える自治体が6自治体となり、その合計人口は150万人となった。1970年には10万人を越える自治体が35自治体となり、その合計人口はスペインの総人口の1/3を越える1150万人となった。マドリードとバルセロナがスペインの2大都市であり、マドリードは行政やサービス産業の中心地、バルセロナは商工業都市という性格の違いがある。
| スペインの都市人口（2014年） | スペインの都市人口（2014年）         | スペインの都市人口（2014年） | スペインの都市人口（2014年） |
| 順位                         | 都市                                 | 自治州                       | 自治体人口 （人）            |
| ---------------------------- | ------------------------------------ | ---------------------------- | ---------------------------- |
| 1                            | マドリード                           | マドリード州                 | 3,165,235                    |
| 2                            | バルセロナ                           | カタルーニャ州               | 1,602,386                    |
| 3                            | バレンシア                           | バレンシア州                 | 786,424                      |
| 4                            | セビリア                             | アンダルシア州               | 696,676                      |
| 5                            | サラゴサ                             | アラゴン州                   | 666,058                      |
| 6                            | マラガ                               | アンダルシア州               | 566,913                      |
| 7                            | ムルシア                             | ムルシア州                   | 439,712                      |
| 8                            | パルマ・デ・マヨルカ                 | バレアレス諸島州             | 399,093                      |
| 9                            | ラス・パルマス・デ・グラン・カナリア | カナリア諸島州               | 382,283                      |
| 10                           | ビルバオ                             | バスク州                     | 346,574                      |
| 11                           | アリカンテ                           | バレンシア州                 | 332,067                      |
| 12                           | コルドバ                             | アンダルシア州               | 328,041                      |
| 13                           | バリャドリッド                       | カスティーリャ・イ・レオン州 | 306,830                      |
| 14                           | ビーゴ                               | ガリシア州                   | 294,997                      |
| 15                           | ヒホン                               | アストゥリアス州             | 275,735                      |
| 16                           | ルスピタレート・ダ・リュブラガート   | カタルーニャ州               | 253,518                      |
| 17                           | ア・コルーニャ                       | ガリシア州                   | 244,810                      |
| 18                           | ビトリア＝ガステイス                 | バスク州                     | 242,082                      |
| 19                           | グラナダ                             | アンダルシア州               | 237,540                      |
| 20                           | エルチェ                             | バレンシア州                 | 230,224                      |

#### 主要都市圏

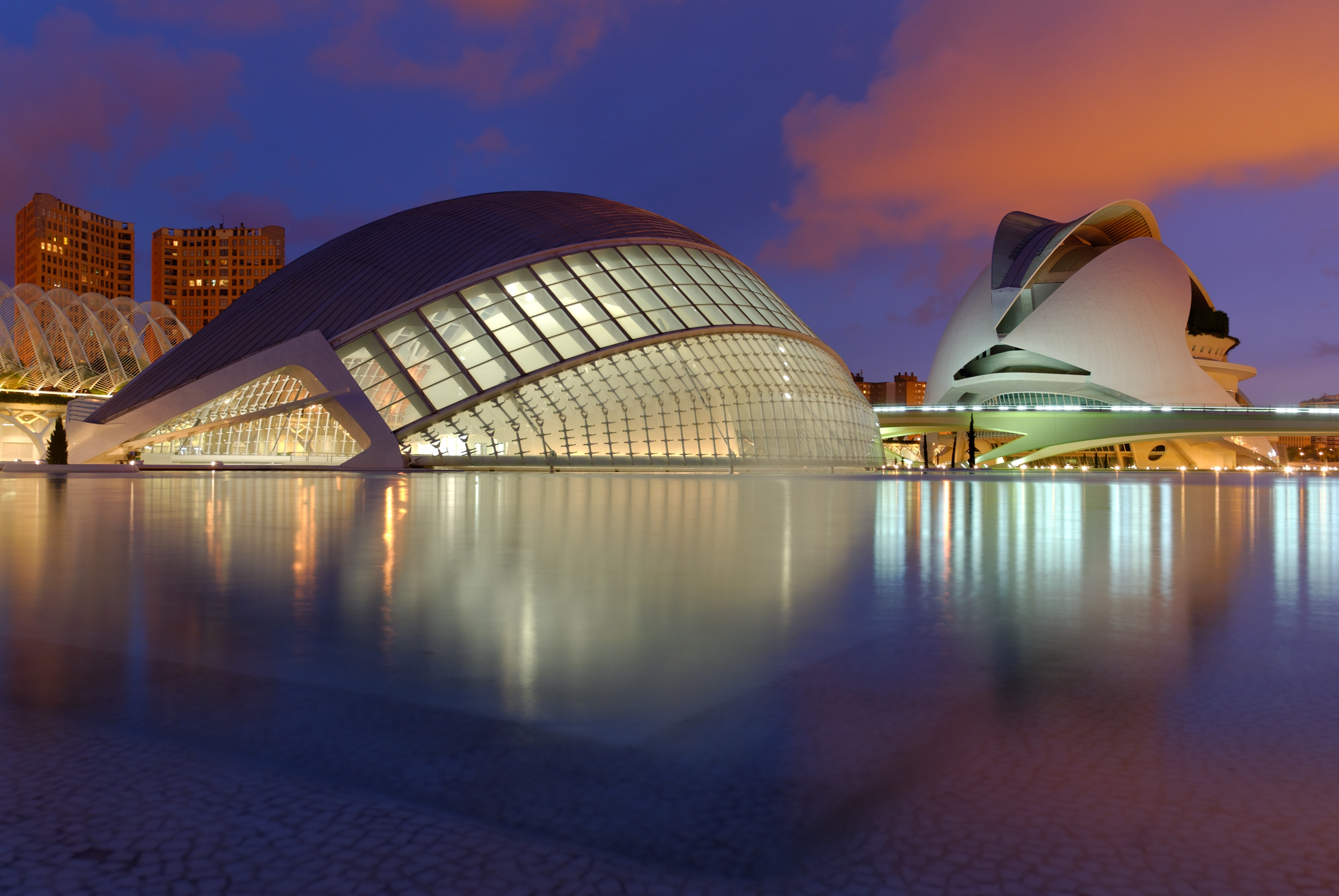
バレンシア

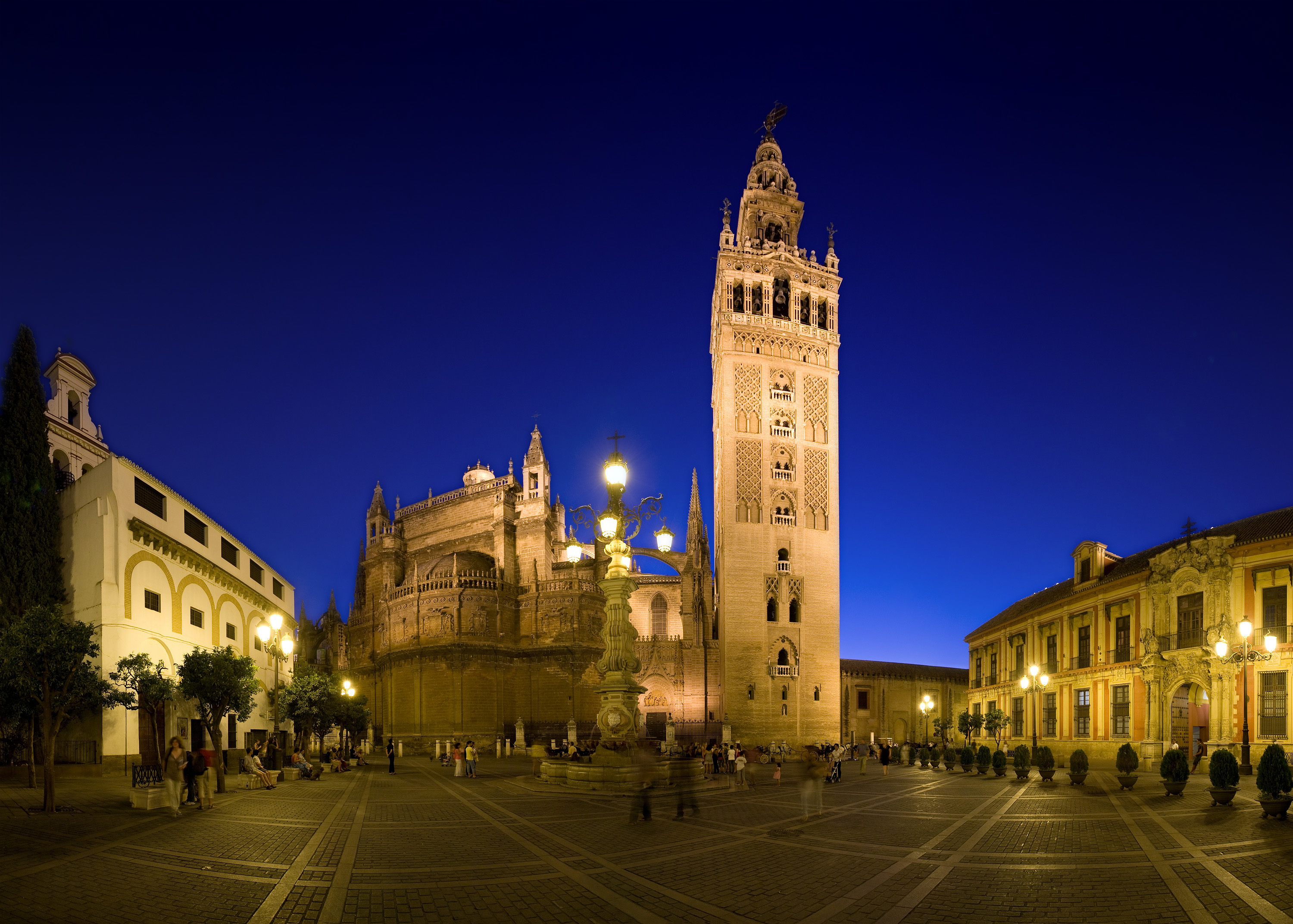
セビリア

1947年から1954年にかけて、スペインの主要都市は周辺自治体との市町村合併を行い、郊外の村落を自治体内に吸収、人口と面積を拡大させた。この動向はマドリードとバルセロナの二大都市だけではなく、ビルバオ、サン・セバスティアン、バレンシア、マラガ、ビーゴなどの地方中心都市でも同じだった。経済的に恵まれた周辺自治体は主要都市との合併を行わないことがあり、バルセロナ都市圏のバダロナやルスピタレート・ダ・リュブラガート、ビルバオ都市圏のバラカルドやサントゥルツィは独立した自治体として残った。その場合には住宅や工場の連続性が複数の自治体にまたがることになり、大都市圏（アグロメレーション）を形成。その中でも特に構造が明確なマドリード都市圏、バルセロナ都市圏、ビルバオ都市圏の3都市圏は、行政的にも一定の管理機能を有している。1980年には人口10万人以上の都市圏の人口がスペインの総人口の53%を占めていた。1990年代初頭まではマドリード都市圏とバルセロナ都市圏の人口規模が均衡していたが、その後はマドリード都市圏の人口増加が著しく、今日ではマドリード都市圏が約600万人、バルセロナ都市圏が約400万人となっている。
大都市圏では自治体ごとに機能を補い合う連接都市（コナーベーション）を形成することがあり、バルセロナ都市圏から北部のサバデイ＝タラサに至るライン（カタルーニャ州）、オビエド＝ヒホン＝アビレスという三角形地域（アストゥリアス州）、サン・セバスティアンからエレンテリアを通ってイルンに至るライン（バスク州ギプスコア県）、タラゴナからレウスに至るライン（カタルーニャ州タラゴナ県）などが連接都市の例として知られている。
| スペインの都市圏人口（2015年） | スペインの都市圏人口（2015年） | スペインの都市圏人口（2015年） | スペインの都市圏人口（2015年） | スペインの都市圏人口（2015年） |
| 順位                           | 順位                           | 都市圏                         | 自治州                         | 都市圏人口 （人）              |
| 国内                           | 世界                           | 都市圏                         | 自治州                         | 都市圏人口 （人）              |
| ------------------------------ | ------------------------------ | ------------------------------ | ------------------------------ | ------------------------------ |
| 1                              | 56                             | マドリード首都圏               | マドリード州                   | 6,171,000                      |
| 2                              | 83                             | バルセロナ都市圏               | カタルーニャ州                 | 4,693,000                      |
| 3                              | 315                            | バレンシア都市圏               | バレンシア州                   | 1,561,000                      |
| 4                              | 444                            | セビリア都市圏                 | アンダルシア州                 | 1,107,000                      |
| 5                              | 643                            | ラス・パルマス都市圏           | カナリア諸島州                 | 763,000                        |
| 6                              | 648                            | ビルバオ都市圏                 | バスク州                       | 756,000                        |
| 7                              | 679                            | サラゴサ都市圏                 | アラゴン州                     | 723,000                        |
| 8                              | 685                            | マラガ都市圏                   | アンダルシア州                 | 716,000                        |
| 9                              | 795                            | パルマ都市圏                   | バレアレス諸島州               | 621,000                        |

## 自然地理

### 地勢

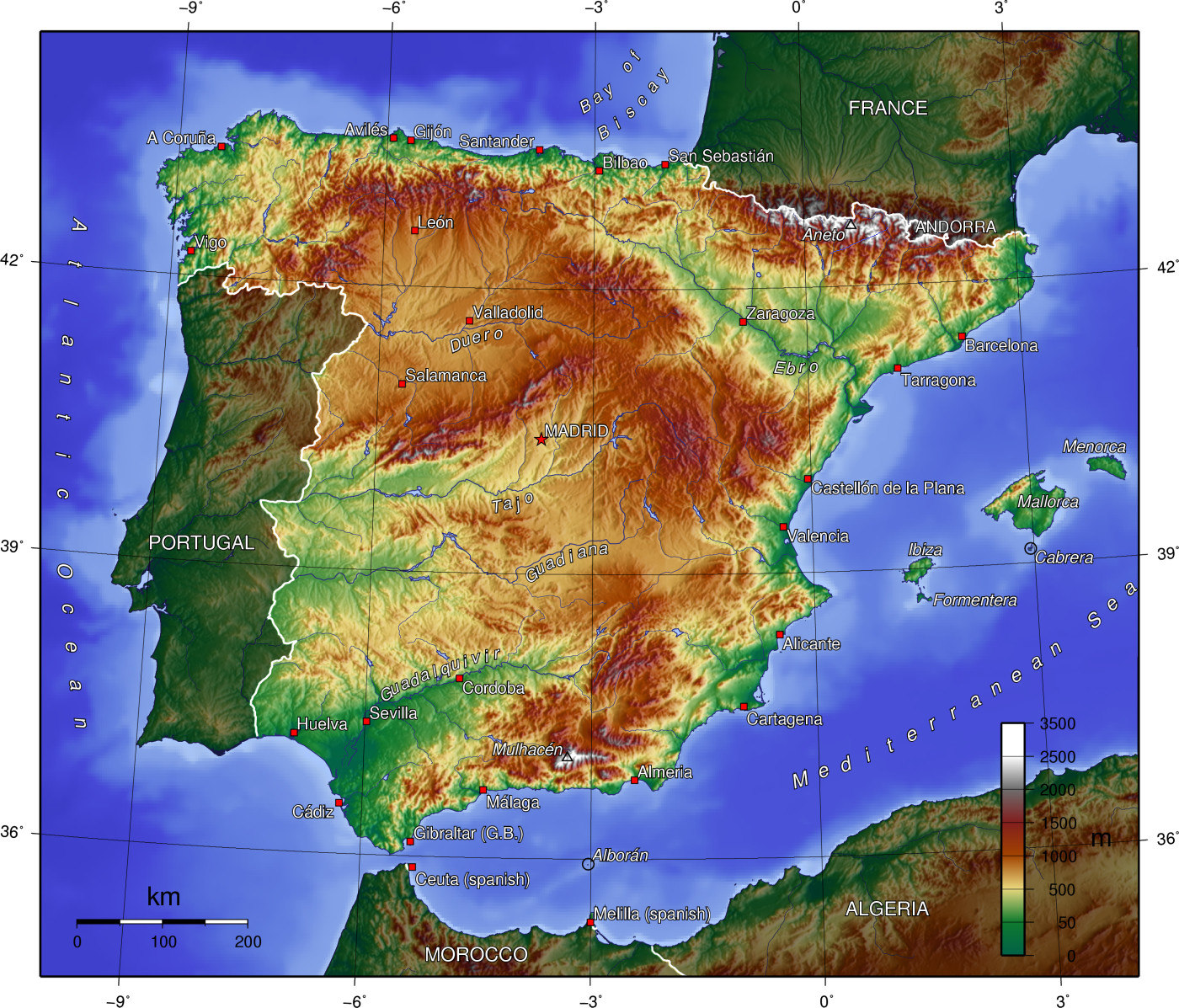
スペインの地勢

スペイン本土の大部分は海岸線が国境となっており、地中海（バレアレス海やアルボラン海）と大西洋（ビスケー湾やカディス湾）に面している。陸地では北東部のピレネー山脈でフランスやアンドラ公国と、西側でポルトガルと、南端部でイギリス領ジブラルタルと接している。イベリア半島にあるジブラルタルの領有権についてはスペインとイギリスの間で論争が続いている。アフリカ大陸沖合にある飛び地領土プラサス・デ・ソベラニア（チャファリナス諸島、ペニョン・デ・アルセマス、ペニョン・デ・ベレス・デ・ラ・ゴメラ）の領有権についてはスペインとモロッコの間で論争が続いている。ピレネー山中にはフランス領土の中にリビアという飛び地領土がある。
スペイン本土の大部分には高原台地であるメセタが広がり、メセタはいくつもの山地で縁どられている。その他の地形には、小規模な海岸平野や河岸低地などがあり、メセタ以外でもっとも大きな平原として南西部にアンダルシア平原がある。スペインの地形は、メセタ、カンタブリア山脈、イベリコ山系、ピレネー山脈、ベティコ山系、アンダルシア平原、エブロ平原、海岸平野、バレアレス諸島、カナリア諸島という、10の自然地域に分割することができる。この10の自然地域は一般的に、メセタとその周辺の山地、その他の山地、低地、島嶼の4つに分類することができる。

#### 台地・低地

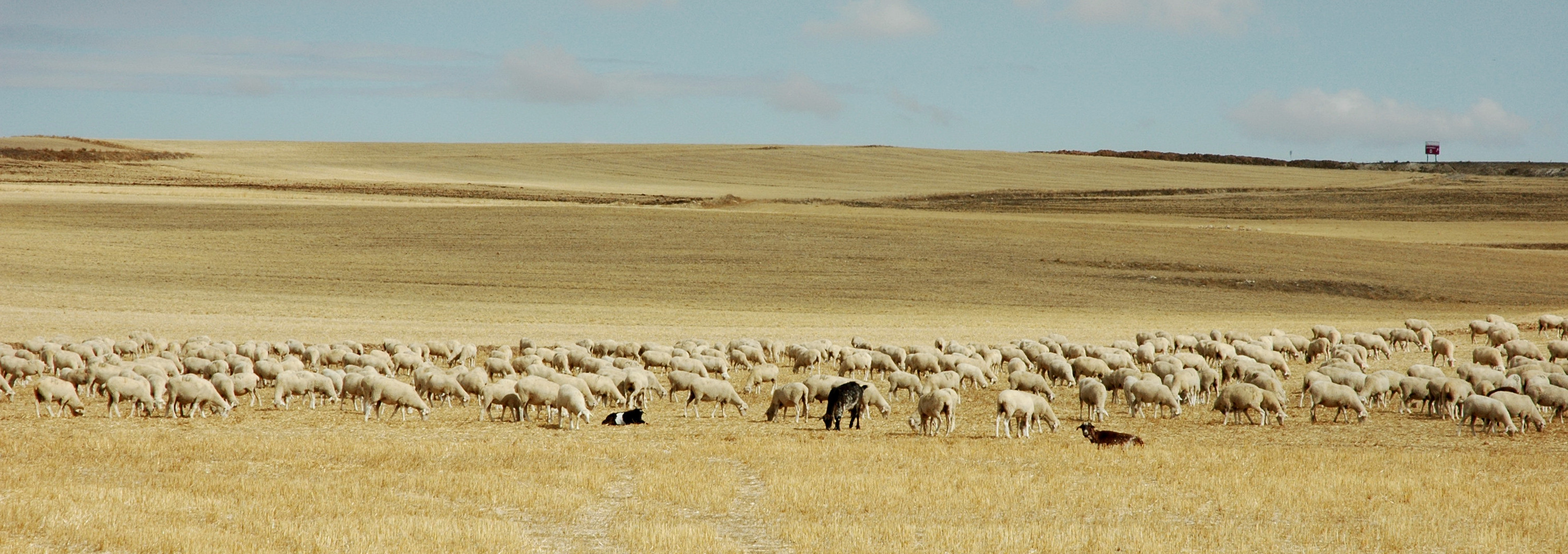
広大な平原であるメセタ

メセタはイベリア半島中央部に広がる広大な平原であり、その標高は610-760mである。西部はポルトガル領まで広がっているが、一般的にはかつてのカスティーリャ王国領土を指してメセタと呼ぶ。メセタは西部を除いて標高の高い山地に囲まれている。西側のスペイン＝ポルトガル国境に向かって緩やかに傾斜しているため、メセタを流れる河川は東から西に向かって流れている。セントラル山系はメセタの「背骨」と表現され、メセタを北メセタと南メセタに分けている。カスティーリャ・イ・レオン州を中心とする北メセタは、カスティーリャ＝ラ・マンチャ州を中心とする南メセタに比べて標高がやや高い。

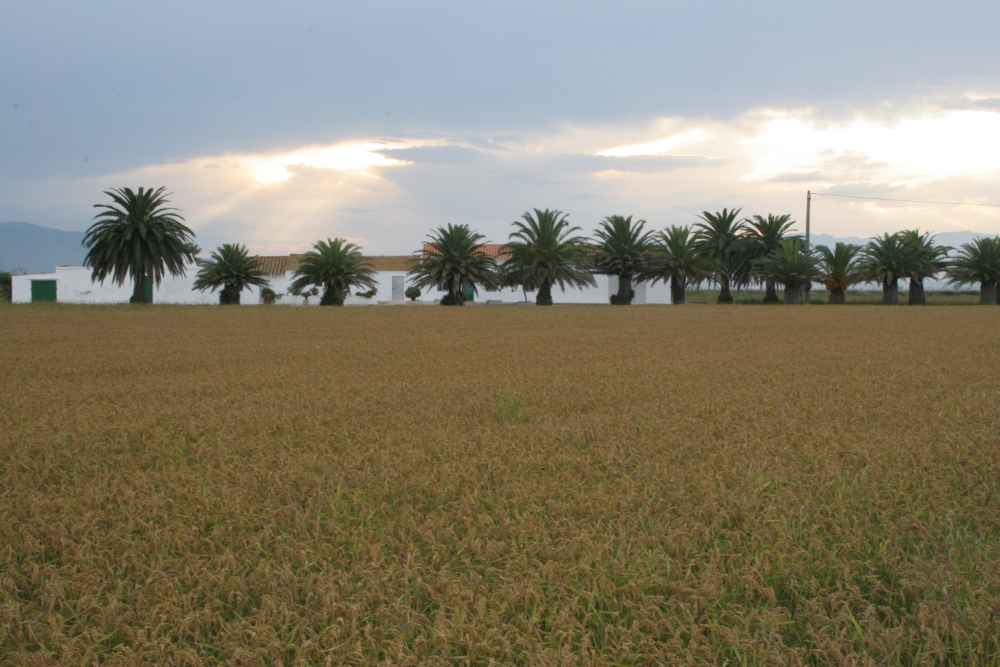
エブロ・デルタの稲作地帯

メセタの外側にはエブロ平原（北東側）とグアダルキビール平原（南側、アンダルシア平原）が広がっており、その他には北西側にサド＝タホ平原、東側にバレンシア平原が広がっている。エブロ平原とグアダルキビール平原はアルプス山脈の隆起と同時期に形成され、水源を頂点とする三角形の形状をしている。エブロ平原はエブロ川の流域に形成された平原であり、下流部ではカタルーニャ海岸山脈によって地中海と隔てられているため、グアダルキビール平原とは違って内陸性の特徴を有する。グアダルキビール平原はグアダルキビール川の流域に形成された幅の広い平原であり、河口部の大西洋（カディス湾）に向かって開けている。グアダルキビール平原の北側はシエラ・モレナ山脈が、南東側はベティコ山系がそびえており、平原の東端部で二つの山地が合流している。ポルトガルとの国境に近いタホ川やグアディアナ川の流域には小規模な低地が形成されている。沿岸地域と海岸山脈の間にはいくつかの小規模な海岸平野が形成されている。
広大な台地であるメセタや、メセタを取り囲む山地の存在によって、スペインの国土の50%以上が標高600m以上であり、標高200m以下の土地は10%に満たない。国土の平均標高は660mであり、ヨーロッパの主要国では平均標高1,340mのスイスに次いで平均標高が高い国である。ヨーロッパ大陸には最高標高4,810mのアルプス山脈などがあるにもかかわらず、2/3以上は標高200m以下の土地である。

#### 山地

##### 内陸部
セントラル山系はスペインの首都マドリードの北側を巻いており、マドリードの北側では標高2,400mに達し、南に向かうにつれて徐々に標高を落とす。マドリードの西側にはセントラル山系最高峰のアルマンソール峰 (2,592m)がある。セントラル山系はスペイン＝ポルトガル国境を越えてポルトガル領域まで続いている。セントラル山系には氷河地形もみられ、いくつかの高峰は万年雪に覆われている。北西部や南東部にあるいくつかの峠を道路や鉄道が通っているため、セントラル山系は一定の標高を持つにもかかわらず、北メセタと南メセタを分ける通行困難な障壁とはなっていない。イギリスの小説家ローリー・リーはセントラル山系について、「東西に伸びる城砦はスペインを横断し、住民を別々の人種に分けている」と書いた。
南メセタはトレド山地とグアダルーペ山地によって分けられているが、両山地は1,500m程度にしか達しない。両山地には南メセタとアンダルシア平原を結ぶいくつもの峠が通っており、トレド山地は交通や通信の障害にはなっていない。
メセタを縁取っている山地としてシエラ・モレナ山脈、カンタブリア山脈、イベリコ山系がある。シエラ・モレナ山脈は南メセタの南端にあり、グアダルキビール川流域の北端を形成している。東側でイベリコ山系に接続しており、西側でポルトガル南部の山地に接続している。標高はほとんど1,300mを越えることがないが、シエラ・モレナ山脈南麓は険しい地形である。
主に石灰岩からなるカンタブリア山脈はスペイン北西部にあり、ビスケー湾に近接して海岸線と並行に走っている。カンタブリア山脈の最高峰は2,648ｍのトーレ・セレード（ピコス・デ・エウロパ山塊）である。カンタブリア山脈の東部はバスク山脈と呼ばれ、バスク山脈の東端部はピレネー山脈に接続している。イベリコ山系はカンタブリア山脈の南東側に伸びており、エブロ川流域とフカル川流域を結んでいる。イベリコ山系東部は地中海に近づく。イベリコ山系は北部の標高が2,000mを越え、最高標高は2,300m以上に達する。

##### 周縁部
メセタから離れた場所には、スペインの北東端部にピレネー山脈が、南東部にベティコ山系がある。ピレネー山脈はビスケー湾と地中海を結ぶように430kmに渡って伸びており、スペインとフランスの自然国境となっている。ピレネー山脈はアルプス山脈のような縦谷が発達しなかったため、高峰はそのまま交通障壁となった。西端部（バスク地方）と東端部（カタルーニャ地方）は比較的通行が容易であり、国境をまたぐ道路や鉄道路線が存在するものの、ピレネー山脈中央部は通行が困難である。いくつかの3,000峰もあり、最高峰は3,404mのアネト山である。
ベティコ山系はスペイン南東岸と平行に走り、その北東端でイベリコ山系と、北端でシエラ・モレナ山脈と接続する。ベティコ山系には縦谷と前山が発達しており、地中海に浮かぶバレアレス諸島はプレベティコ山系の延長にある。ベティコ山系の一部であるシエラネバダ山脈には、スペイン本土でもっとも標高が高いムラセン山(3,479m)が含まれ、その他にもいくつかの3,000m峰がある。

#### 島嶼

バレアレス諸島

カナリア諸島

スペインは2つの群島を有しており、地中海西部のバレアレス海にバレアレス諸島が、北大西洋にカナリア諸島が存在する。バレアレス諸島はスペイン本土の東岸から約80kmの距離にあり、総面積は約5,000km2である。バレアレス諸島の地質はスペイン本土のベティコ山系から連続しており、マヨルカ島北西部のトラムンターナ山脈にある標高1,445mのプッジ・マジョーが諸島の最高峰である。マヨルカ島の中央部には平原が広がっている。
北大西洋に浮かぶカナリア諸島は火山性の群島であり、アフリカ大陸から西に約90km離れている。諸島の中心となるテネリフェ島とグラン・カナリア島には高峰が存在する。グラン・カナリア島の最高峰は標高1,949mのピコ・デ・ラス・ニエベスであり、テネリフェ島の最高峰は3,718mのテイデ山である。休火山であるテイデ山はスペイン全土の最高峰でもあり、基部からの標高では世界第3位の火山である。
| スペインの島（2015年） | スペインの島（2015年） | スペインの島（2015年） | スペインの島（2015年） | スペインの島（2015年） |
| 順位                   | 島名                   | 諸島名                 | 面積 (km2)             | 人口 （人）            |
| ---------------------- | ---------------------- | ---------------------- | ---------------------- | ---------------------- |
| 1                      | マヨルカ島             | バレアレス諸島         | 3,640                  | 859,289                |
| 2                      | テネリフェ島           | カナリア諸島           | 2,034                  | 888,184                |
| 3                      | フエルテベントゥーラ島 | カナリア諸島           | 1,660                  | 107,367                |
| 4                      | グラン・カナリア島     | カナリア諸島           | 1,560                  | 847,830                |
| 5                      | ランサローテ島         | カナリア諸島           | 845.9                  | 143,209                |
| 6                      | ラ・パルマ島           | カナリア諸島           | 706.0                  | 85,346                 |
| 7                      | メノルカ島             | バレアレス諸島         | 695.7                  | 92,348                 |
| 8                      | イビサ島               | バレアレス諸島         | 571,6                  | 140,964                |
| 9                      | ラ・ゴメラ島           | カナリア諸島           | 369.8                  | 20,783                 |
| -                      | フォルメンテーラ島     | バレアレス諸島         | 83.24                  | 11,878                 |

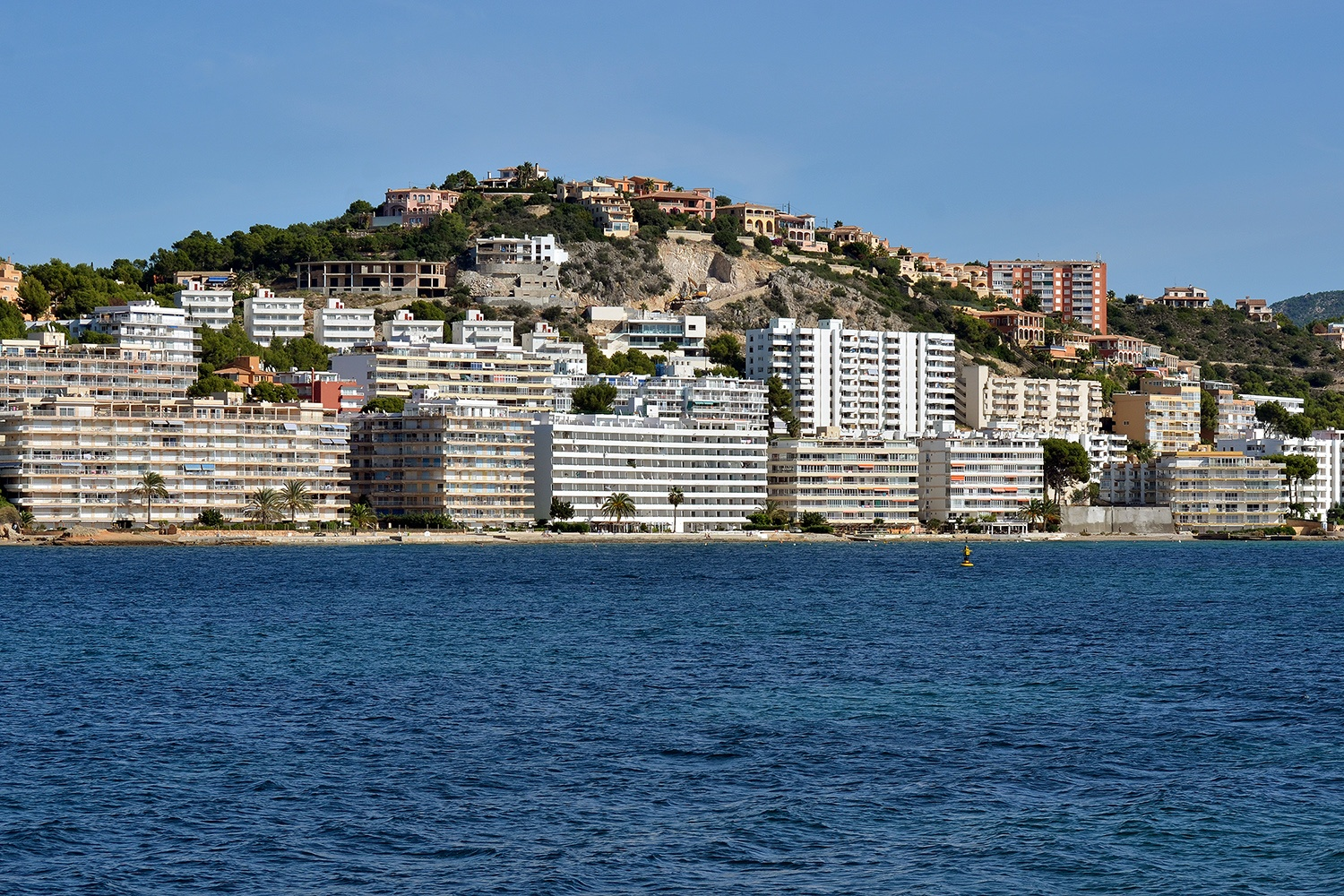
マヨルカ島のホテル群
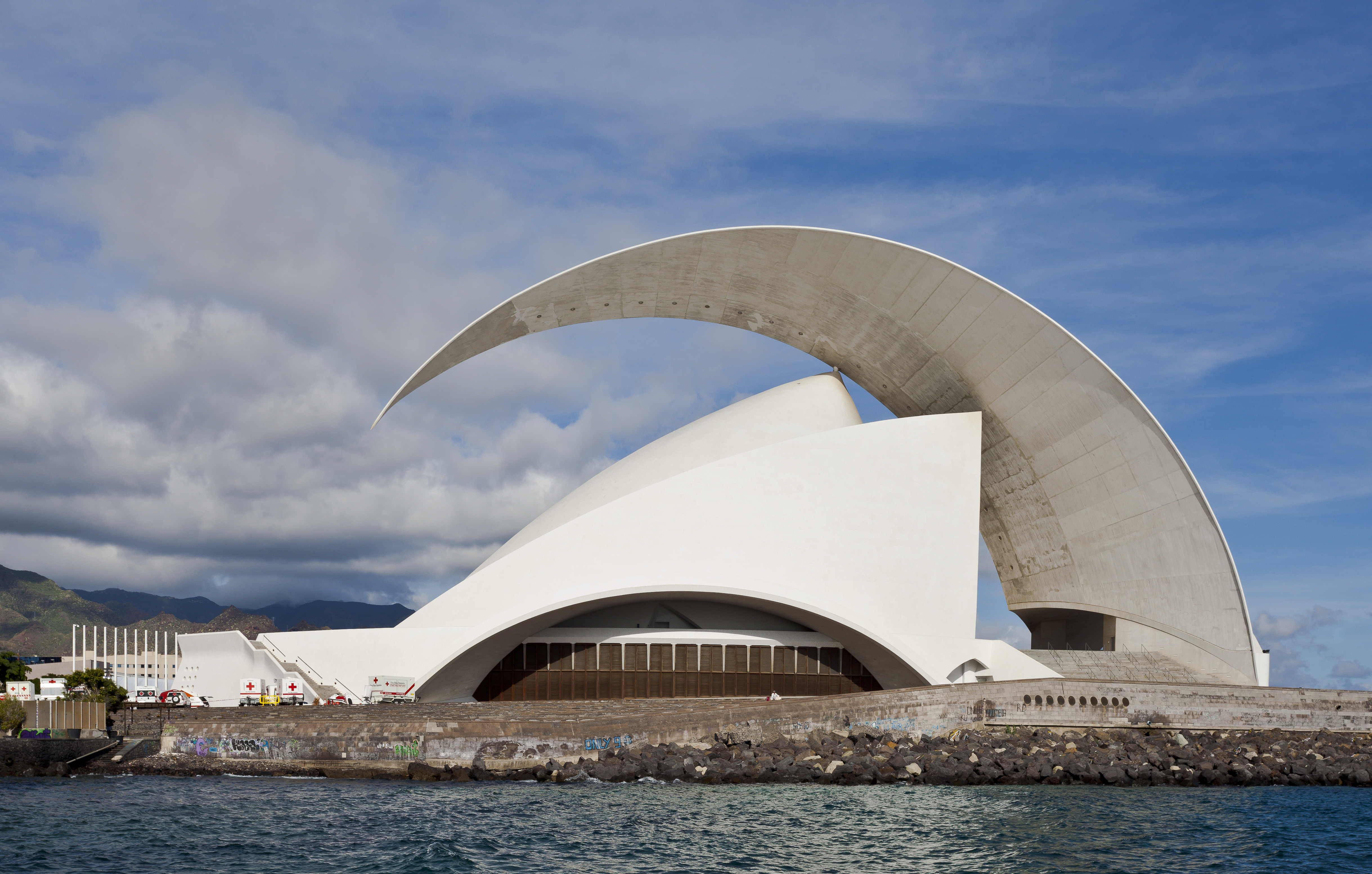
アウディトリオ・デ・テネリフェ
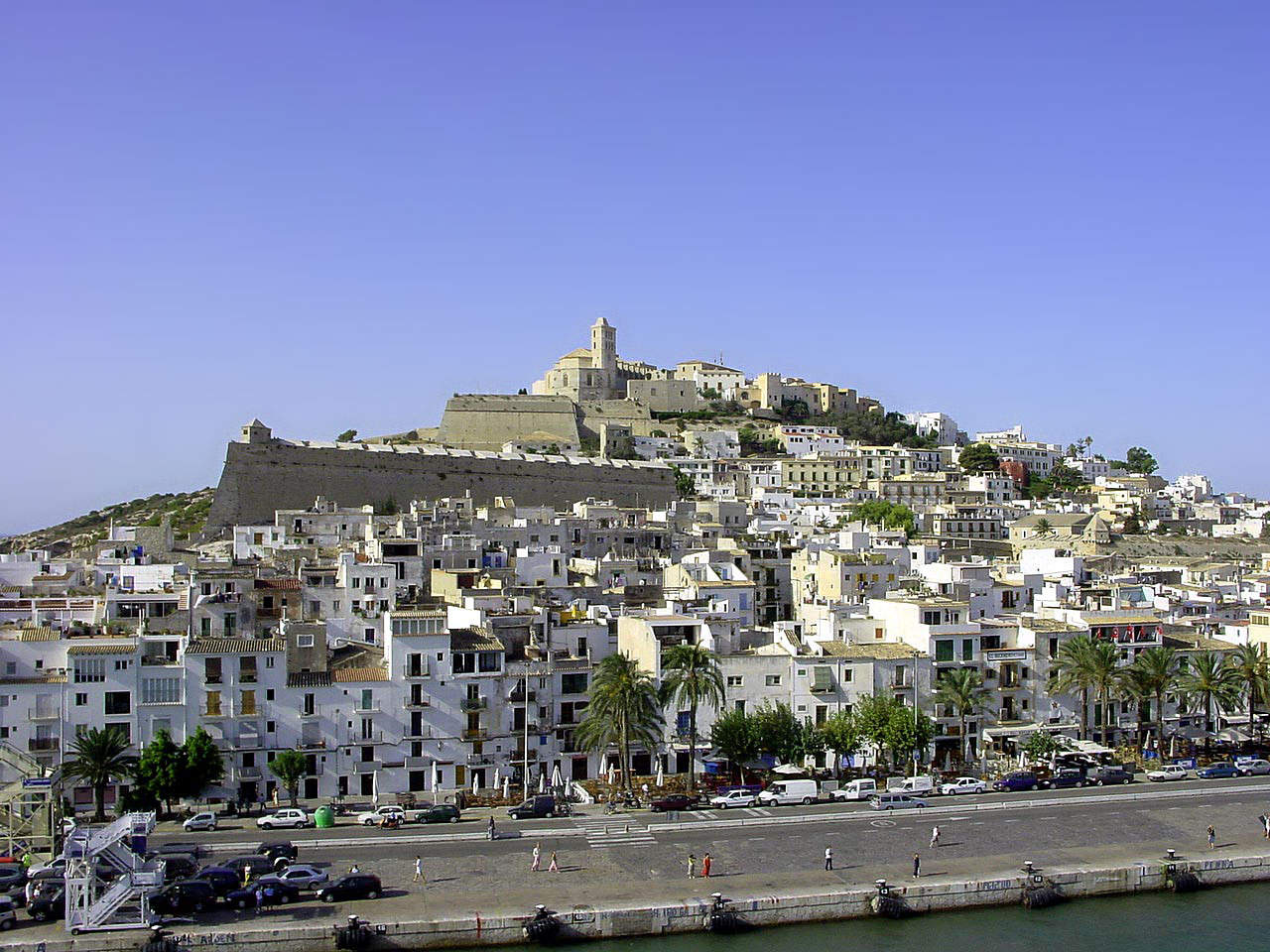
イビサ島の旧市街
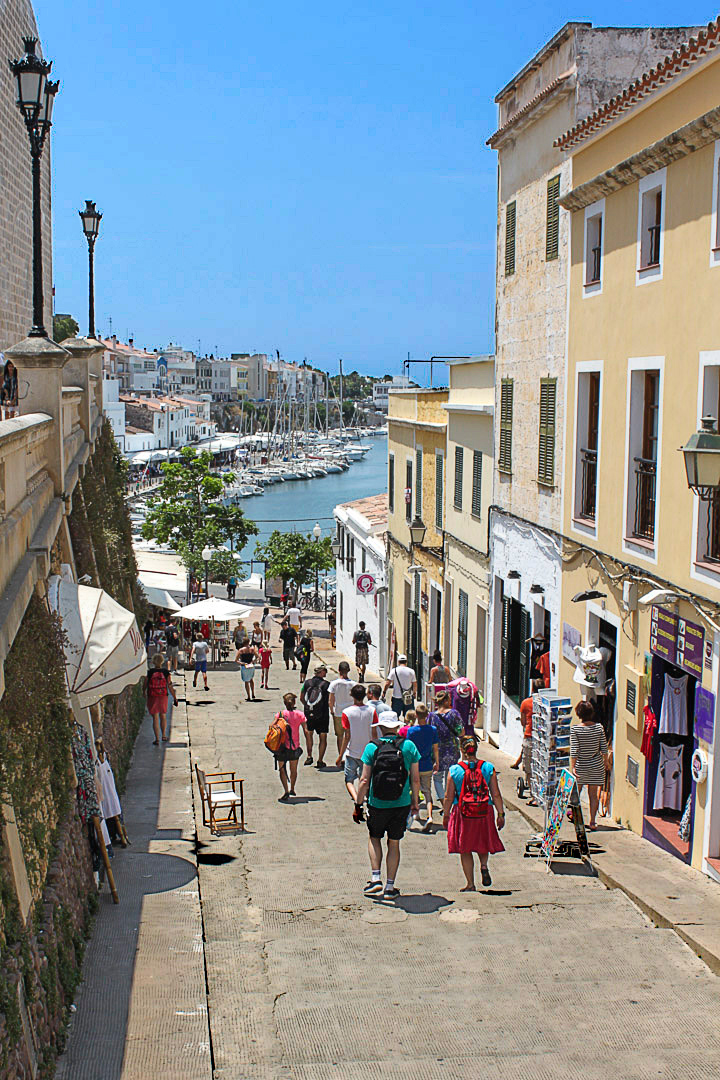
メノルカ島の街並み

#### 河川

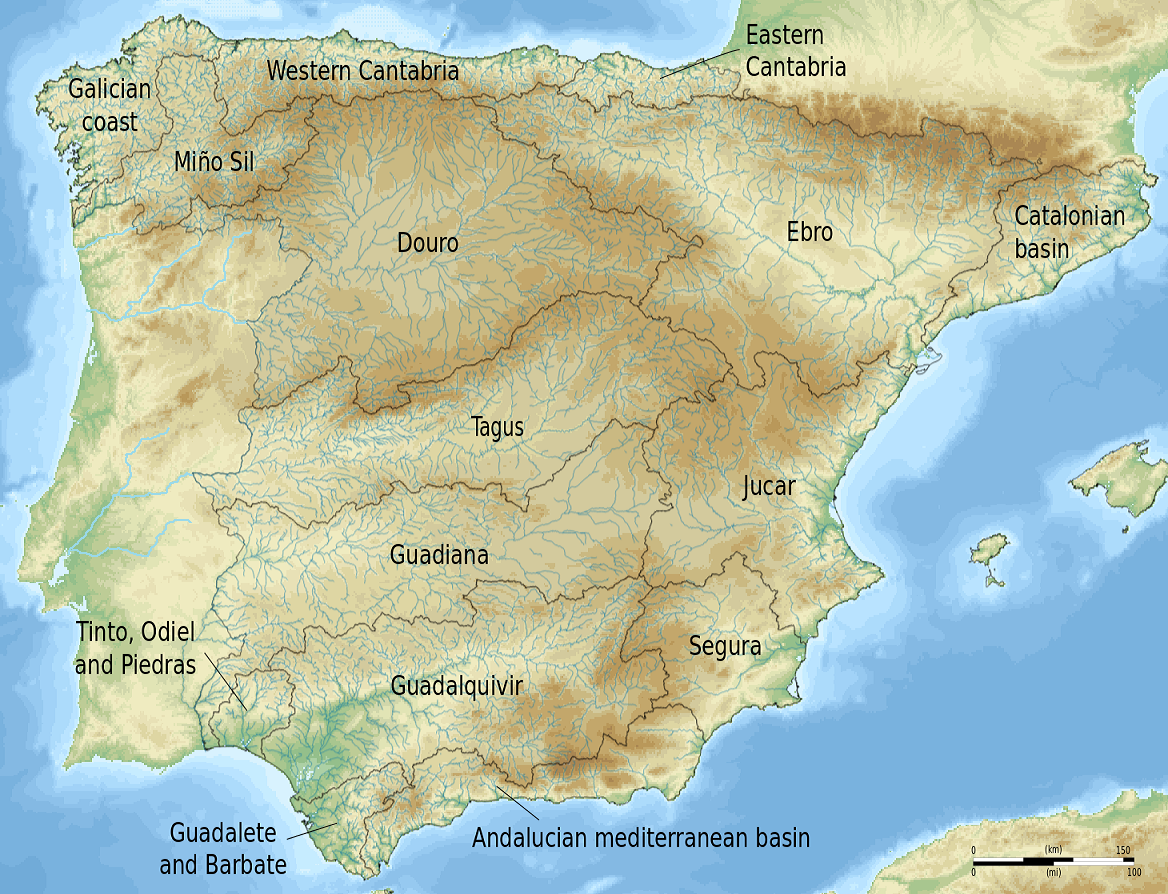
スペイン大陸部の河川別流域図

ドゥエロ川/ドウロ川、タホ川/テージョ川、グアディアナ川、グアダルキビール川、エブロ川はイベリア半島の5大河川と呼ばれ、地中海に注ぐエブロ川を除く4河川は大西洋に注いでいる。スペインの河川は概して水深が浅く、また急流をなしている。このため、これらの河川の中に自然のままで外洋船が航行可能な河川は存在せず、交通路ではなく境界として機能してきた。短い河川は季節による流量の差が激しく、時期によっては河床が干上がる河川もある。
主要な河川のいくつかはメセタを縁取る山地に端を発しており、ドゥエロ川/ドウロ川、タホ川/テージョ川、グアディアナ川は平原を西進して大西洋に注いでいるが、スペインでもっとも流量の多いエブロ川は平原を東進して地中海に注いでいる。アンダルシア州を流れるグアダルキビール川も西進して大西洋に注いでいる。グアダルキビール川は肥沃な谷を灌漑し、豊かな農業地域を作りだしている。グアダルキビール川は外洋船が航行可能なスペイン唯一の河川であり、カディス湾の河口からセビリアまで遡行することができる。マドリード近郊にはエル・アタサール・ダムが建設され、水を供給している。

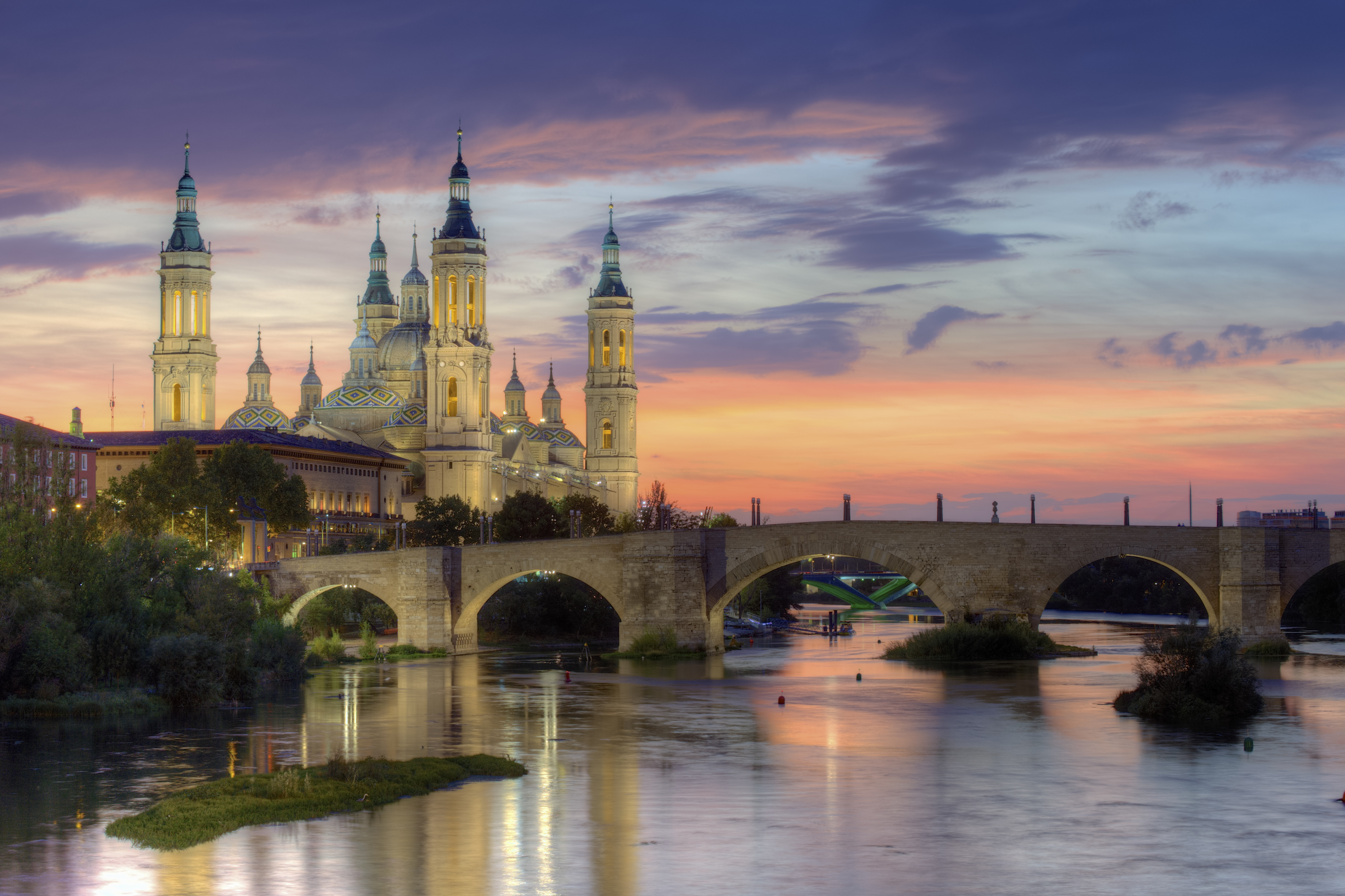
サラゴサを流れるエブロ川

スペインには洪水と浸食の双方に弱いとされる地域がある。1879年10月15日にはレバンテ地方（地中海岸）のムルシアでサンタ・テレサ洪水が起きた。1957年10月13日-14日には集中豪雨の結果として、同じくレバンテ地方のバレンシアで壊滅的な洪水が起こり、少なくとも81人が死亡した。1982年にはレバンテ地方を流れるフカル川流域のトウス・ダムが決壊し、その結果起こった洪水で30人が死亡した。水ストレスや水不足はスペインにとっての大きな脅威である。ムルシア州やアルメリア県などレバンテ地方のスペイン南東部は特に水不足の影響を受けやすく、また、地中海沿岸部の大部分は塩水侵入の影響を受けている。

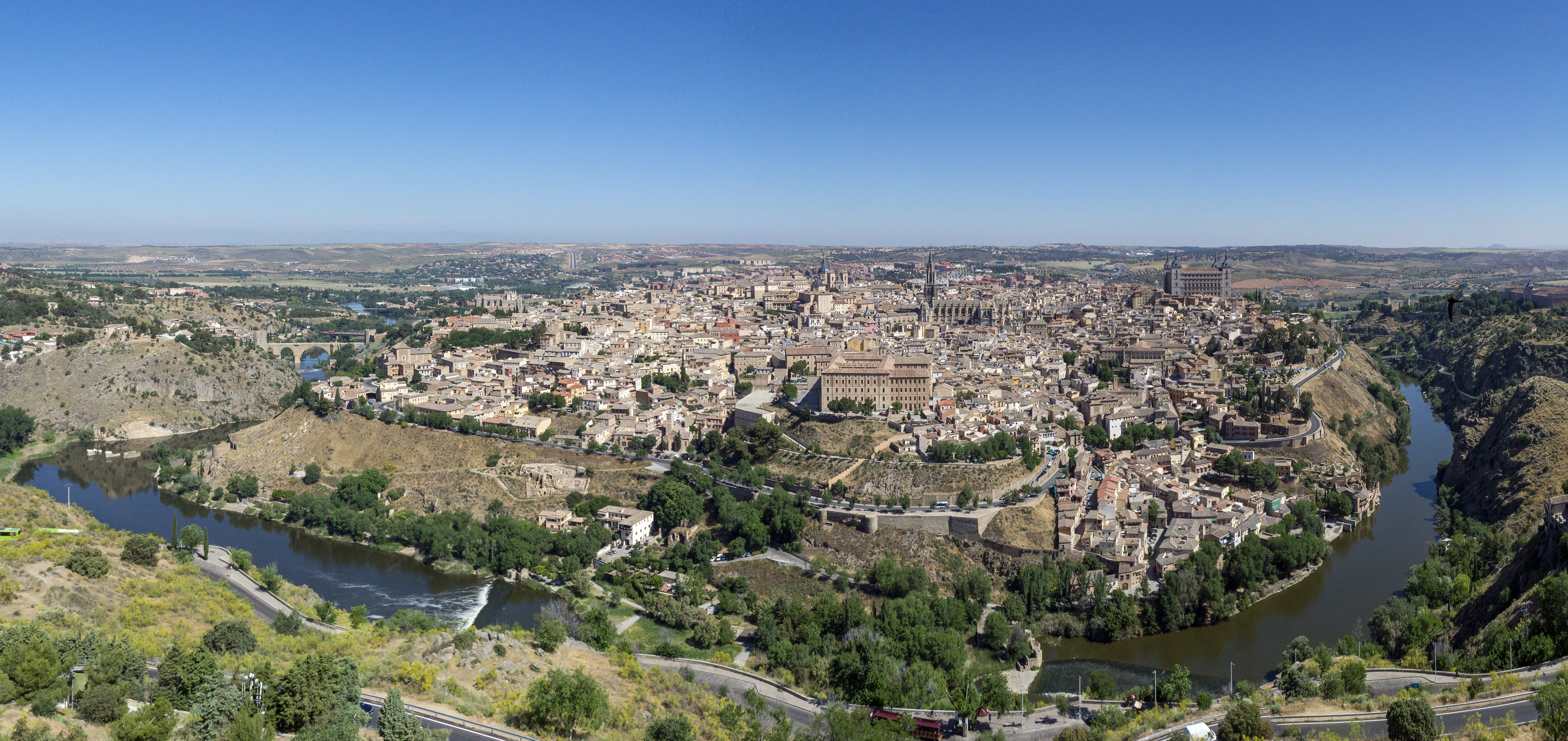
タホ川に囲まれたトレド

メセタは西側に向かって傾斜しているため、スペインの大河川はエブロ川を除くすべての河川が大西洋に向かって流れる。スペインの大規模な山地は概して東西方向に並行に並んでいるため、大河川も各山地の合間を平行に流れている。カンタブリア山脈やピレネー山脈に端を発する河川は特に勾配が急なことで知られる。
大西洋に注ぐミーニョ川、ドゥエロ川/ドウロ川、タホ川/テージョ川、グアディアナ川などは一部でスペインとポルトガルの自然国境となっている。ビスケー湾に注ぐビダソア川は下流部でスペインとフランスの自然国境となっている。
大西洋に向かって流れる河川は河口に近づくにつれて次第に水量を増すが、レバンテ地方を流れて地中海に注ぐ河川は逆であり、これは蒸発・地中への浸透・灌漑のためである。エスパーニャ・ベルデをビスケー湾に向かって流れる河川は相対的に季節的流量変動が少ないが、乾燥する地域を流れて地中海に注ぐ河川は相対的に流量変動が大きい。ガリシア地方を流れるミーニョ川は春季と夏季の流量差が3倍程度であるものの、大西洋に注ぐグアダルキビール川は15倍にのぼり、地中海に注ぐ河川はさらに大きな流量差となる。

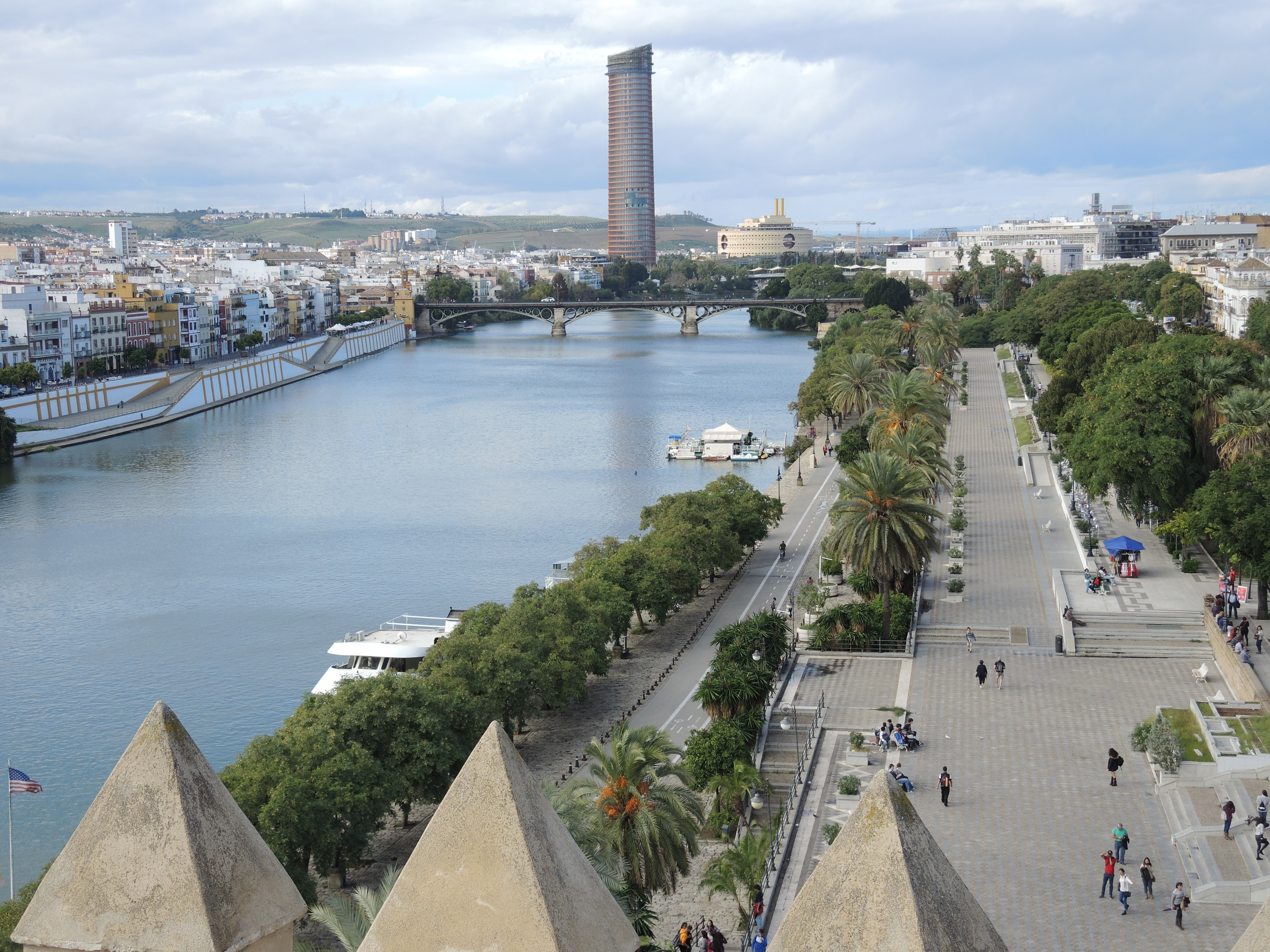
セビリアの町とグアダルキビール川

イベリア半島を流れる河川は激しい流れ・流量の少なさ・流量の不規則さなどを特徴としている。流量の乏しさは降水量の少なさに起因するものであり、内陸部のメセタと海岸部を結ぶ航行可能な河川は存在しない。イギリスやフランスのように運河を建設して物資を輸送することもできず、モータリゼーションが進行した現代まで海岸部と内陸部の交流は乏しかった。近世まで、マドリードから北東岸のバルセロナまで約2週間、マドリードから南部のセビリアまで約10日間を要した。イベリア半島の主要河川に橋を架けることは困難であり、歴史的に諸地域の自然境界となった。タホ川/テージョ川のトレドからスペイン＝ポルトガル国境まで（中下流域）の範囲には、近代まで4つの橋しか架けられなかった。グアダルキビール川のみは早くから河口から約85km地点に位置するセビリアまでの航行が可能であり、スペイン帝国はセビリアを大西洋貿易の独占港とした。コルドバも河川交通の要所として機能し、近代以前にはセビリアからコルドバまでの間に1つの橋も存在しなかった。1717年に新大陸との交易拠点が大西洋岸のカディスに移されると、グアダルキビール川沿岸都市の重要性は低下した。
メセタは西部を除いて高い山脈に囲まれており、北はカンタブリア山脈、南はシエラ・モレナ山脈に阻まれている。メセタ中央部にはセントラル山系があり、メセタ北部（旧カスティーリャ）とメセタ南部（新カスティーリャ）を隔てている。ポルトガルを除けば小規模な海岸平野しかないが、エブロ川流域とグアダルキビール川流域には内陸にむかって長く海岸平野が伸びている。
| スペインの主要河川 | スペインの主要河川 | スペインの主要河川 | スペインの主要河川 | スペインの主要河川 | スペインの主要河川 |
| 順位               | 河川               | 流域面積 (km2)     | 全長 (km)          | 降水量 (mm)        | 平均流量 (100万m3) |
| ------------------ | ------------------ | ------------------ | ------------------ | ------------------ | ------------------ |
| 1                  | エブロ川           | 85,362             | 910                | 631                | 54,547             |
| 2                  | ドゥエロ川         | 78,952             | 684                | 659                | 52,043             |
| 3                  | グアダルキビール川 | 57,101             | 657                | 646                | 40,790             |
| 4                  | タホ川             | 55,700             | 867                | 685                | 37,953             |
| 5                  | グアディアナ川     | 55,513             | 602                | 521                | 34,722             |

### 気候

スペインにおけるケッペンの気候区分

#### 気候区分
スペイン大陸部とバレアレス諸島は温帯に属しており、大西洋沿岸部のみは西岸海洋性気候(CfB)に、その他は地中海性気候(Cs)に含まれる。南東部のアリカンテ県からアルメリア県にかけての地域は、ヨーロッパでは珍しく砂漠気候(BW)である。亜熱帯のカナリア諸島や大陸部の中でもエブロ川中流域はステップ気候(BS)に含まれる。イベリア半島の大部分は暑く乾燥した夏季を特徴としている。内陸部では冬季の気候も厳しく、カスティーリャ地方の気候を指して「9か月の冬と3か月の地獄」と呼ぶことがある。

#### 植生
北部の山間部にはブナ、オーク、クリなどの森林が広がる。また草原や牧場が多く、トウモロコシやリンゴが栽培される。北部では散居集落と零細土地所有制度が一般的である。地中海岸では斜面を開墾して段々畑が築かれることが多く、灌漑農業によって柑橘類が生産されている。柑橘類やオリーブ栽培の北限は地中海性気候の影響する北限と重なる。内陸部のメセタでは小麦やブドウが生産されるものの、その生産性は低い。南部ではオリーブや穀物が生産される。南部は大土地所有制度による粗放農業が卓越しており、大半は集住集落となる。アンダルシア州東部の沿岸部は亜熱帯性気候であり、サトウキビやバナナも栽培される。

#### エスパーニャ・ベルデ
イベリア半島の気候は地域によって大きく変化するが、歴史的にはカンタブリア山脈を境にして乾燥イベリアと湿潤イベリアの二つの地域に区分された。カンタブリア山脈以北の北西岸はエスパーニャ・ベルデと呼ばれる、年降水量は800-1,500mmの西岸海洋性気候であり、夏季は涼しく冬季は穏やかである。北部のバスク州、カンタブリア州、アストゥリアス州、ガリシア州がエスパーニャ・ベルデに含まれ、山岳地帯では年降水量が3,000mmに達する場所もある。
北西部のガリシア地方にあるア・コルーニャでは、夏季の日中の平均気温は摂氏23度をわずかに下回る。涼しく湿度の高い夏季の気候は、半島北岸の大部分の地域に共通している。この地域では降水量が月30mm以下になることがなく、降雨日は年間150日以上となる。概して湿度が高く、曇天日も多い。

#### 乾燥イベリア
カンタブリア山脈以南の地域は乾燥イベリアと呼ばれ、年降水量は800mmに満たない。夏季は乾燥し、特に内陸部では冬季は寒さが厳しい。乾燥イベリアで降水量が多い季節は春季と秋季であるが、山間部を除けば300-600mmの場所が多い。ラ・マンチャ(La Mancha)地方はアラビア語の「乾いた土地」(al mancha)に由来する。乾燥イベリアでは短期間に豪雨となって降ることが多く、河川の流量に大きな影響を与えることなく蒸発するため、南メセタには砂漠状の地形景観が見られる。乾燥イベリアの中でも地中海岸や大西洋沿岸では海洋の影響を受け、夏季の暑さは比較的酷くなく冬季は暖かい。しかし、メセタは大陸性の気候であり、夏季は暑く冬季は厳しい寒さとなる。
南部は極度に乾燥する。年降水量約200mmのアルメリア地方はイベリア半島でもっとも乾燥した場所であり、極度に乾燥するのはアフリカ大陸のサハラ砂漠からの季節風の影響を受けるためである。内陸部にはヨーロッパでもっとも気温が高い場所があり、コルドバでは7月の日中の平均気温が摂氏約37度となる。地中海岸では夏季の日中の平均気温が摂氏約30度となるのが一般的である。イベリア半島の最低気温記録はメセタ西部で記録した摂氏マイナス24度、最高気温記録はアンダルシア地方のセビリア県北東部で記録した摂氏45度である。
| スペイン主要都市の平均気温 | スペイン主要都市の平均気温 | スペイン主要都市の平均気温 | スペイン主要都市の平均気温 | スペイン主要都市の平均気温 | スペイン主要都市の平均気温 | スペイン主要都市の平均気温 |
| 都市                       | 分類                       | 最冷月                     | 4月                        | 最暖月                     | 10月                       | 気候帯                     |
| -------------------------- | -------------------------- | -------------------------- | -------------------------- | -------------------------- | -------------------------- | -------------------------- |
| ア・コルーニャ             | 最高気温                   | 13.5                       | 16.2                       | 22.8                       | 19.1                       | 海洋性気候(Cfb)            |
| ア・コルーニャ             | 最低気温                   | 8.0                        | 9.9                        | 16.4                       | 13.0                       | 海洋性気候(Cfb)            |
| ビルバオ                   | 最高気温                   | 13.2                       | 16.8                       | 25.5                       | 20.8                       | 海洋性気候(Cfb)            |
| ビルバオ                   | 最低気温                   | 4.7                        | 7.1                        | 15.2                       | 10.8                       | 海洋性気候(Cfb)            |
| バルセロナ                 | 最高気温                   | 13.6                       | 18.0                       | 28.5                       | 22.1                       | 地中海性気候(Csa)          |
| バルセロナ                 | 最低気温                   | 4.7                        | 9.4                        | 20.2                       | 13.5                       | 地中海性気候(Csa)          |
| マドリード                 | 最高気温                   | 9.8                        | 18.2                       | 32.1                       | 19.4                       | 地中海性気候(Csa)          |
| マドリード                 | 最低気温                   | 2.7                        | 7.7                        | 19.0                       | 10.7                       | 地中海性気候(Csa)          |
| セビリア                   | 最高気温                   | 16.0                       | 23.4                       | 36.0                       | 26.0                       | 地中海性気候(Csa)          |
| セビリア                   | 最低気温                   | 5.7                        | 11.1                       | 20.3                       | 14.4                       | 地中海性気候(Csa)          |
| ラス・パルマス             | 最高気温                   | 20.6                       | 22.1                       | 27.1                       | 25.8                       | 砂漠気候(BWh)              |
| ラス・パルマス             | 最低気温                   | 14.7                       | 15.7                       | 21.2                       | 19.7                       | 砂漠気候(BWh)              |

### 地質

スペインの地質

イベリア半島の2/3以上は古生代に形成され、この時期にイベリア中央山塊、エブロ山塊、カタルーニャ＝バレアレス山塊、ベティカ＝リフ山塊などが生まれた。もっと古い起伏はカレドニア造山運動によって、もっとも頑強な構造はヘルシニア造山運動によって形成されている。北東部はピレネー山脈の褶曲帯と結合しており、南東部ではベティコ山系と結合している。これらふたつのチェーンはいずれもアルプス・ベルトの一部である。半島の西側はマグマに乏しい大西洋の開口部によって形成された大陸境界によって区切られている。ヘルシニア造山期の褶曲帯はほとんど中生代と第三期の岩石に埋もれているものの、東部のイベリコ山系とカタルーニャ海岸山脈を通じて露頭している。
アルプス造山運動によって半島が形作られ、エブロ凹地やジブラルタル海峡、メセタやメセタを縁取る山地、さらに外側のピレネー山脈やベティコ山系が形成された。イベリア半島は珪土層、石灰層、粘土層の3つの岩石区に明確に分かれており、珪土層はガリシア州やエストレマドゥーラ州など半島西部に広がっている。石灰質はピレネー山脈・バスク山脈・イベリコ山系・ベティコ山系など、半島東部の山塊や浅海に分布している。粘土質はメセタの一部やエブロ川・グアダルキビール川・タホ川の各流域など、半島東部の盆地を占めている。